# Chionaema fukiensis
Chionaema fukiensis är en fjärilsart som beskrevs av Daniel 1953. Chionaema fukiensis ingår i släktet Chionaema och familjen björnspinnare. Inga underarter finns listade i Catalogue of Life.